# Voden (distrikt i Bulgarien, Jambol)
Voden (bulgariska: Воден) är ett distrikt i Bulgarien.   Det ligger i kommunen Obsjtina Boljarovo och regionen Jambol, i den östra delen av landet, 300 km öster om huvudstaden Sofia.
Trakten runt Voden består till största delen av jordbruksmark. Runt Voden är det mycket glesbefolkat, med 7 invånare per kvadratkilometer.